# Hopfgarten im Brixental
Pour les articles homonymes, voir Hopfgarten.
Hopfgarten im Brixental est une commune autrichienne du district de Kitzbühel dans le Tyrol.

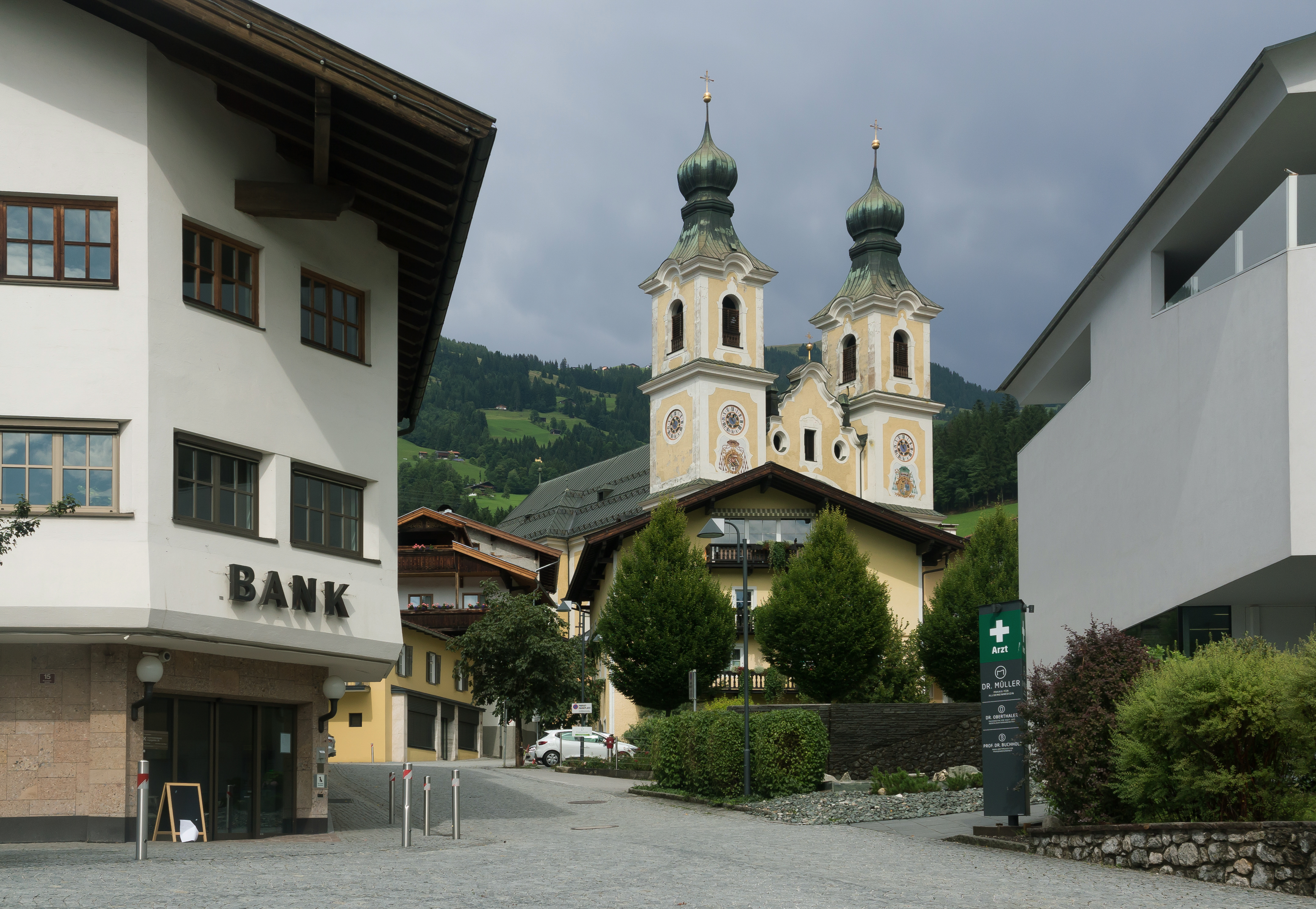
L'église de Hopfgarten